# Variovorax robiniae
Variovorax robiniae es una bacteria gramnegativa del género Variovorax. Fue descrita en el año 2018. Su etimología hace referencia a la planta Robinia pseudoacacia. Es aerobia y móvil por flagelo polar. Tiene un tamaño de 0,4-0,5 μm de ancho por 1,2-2,2 μm de largo. Forma colonias circulares, convexas, lisas y de color amarillo pálido en agar R2A tras 3 días de incubación. Catalasa y oxidasa positivas. No crece en agar LB ni MacConkey. Temperatura de crecimiento entre 4-35 °C, óptima de 28-30 °C. Se ha aislado de la rizosfera de la planta Robinia pseudoacacia en Corea del Sur. 